# Aloha from Hawaii
Aloha from Hawaii è uno speciale televisivo dedicato al concerto di Elvis Presley, tenutosi a Honolulu, Hawaii il 14 gennaio 1973 e trasmesso su scala internazionale. Fu il primo concerto di un artista solista ad essere trasmesso via satellite in numerosi paesi. È stato (almeno fino al 2018) il concerto solista con la maggiore copertura mediatica internazionale. Fu lo speciale televisivo di intrattenimento più costoso dell'epoca, con un budget di oltre 2.5 milioni di dollari.
Lo spettacolo registrò elevati ascolti nei paesi sintonizzati in diretta, come pure negli Stati Uniti, dove andò in onda solo il 4 aprile 1973 (per evitare una concomitanza con il Super Bowl VII). Dal concerto fu tratto il doppio album Aloha from Hawaii Via Satellite.

## Origine

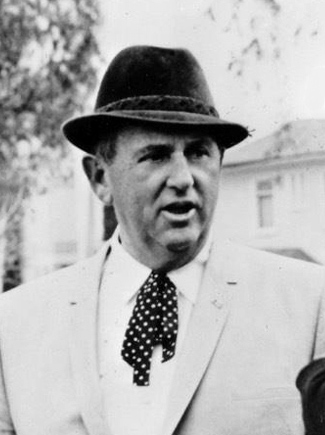
Il colonnello Tom Parker nel 1969

Nel febbraio 1972, il manager di Presley, Colonnello Tom Parker, assistette alla storica visita in Cina del presidente Richard Nixon – trasmessa in mondovisione e accolta con enorme risonanza mediatica, soprattutto negli Stati Uniti.  Ispirato da quell’evento, Parker coinvolse la RCA (all’epoca proprietaria della rete televisiva NBC) nella produzione di un “concerto satellitare” di Presley. L’8 luglio 1972, in un comunicato stampa, Parker menzionò la prossima realizzazione di uno special televisivo di Elvis Presley dalle Hawaii. Lo scopo era permettere agli spettatori di tutto il mondo di assistere ad un concerto di Presley, essendo per lui "impossibile esibirsi in ogni grande città del mondo". Secondo Mike Eder, Parker riteneva che un evento di portata mondiale fosse “un ottimo mezzo per rafforzare il nome di Elvis in numerosi mercati internazionali”. L’iniziativa avrebbe inoltre “compensato la crescente richiesta di tournée all’estero da parte di Presley”. La domanda per il cantante era molto forte in Europa e in Asia e Presley stesso desiderava esibirvisi, ma Parker si oppose sempre a questa prospettiva.

## Produzione e preparativi

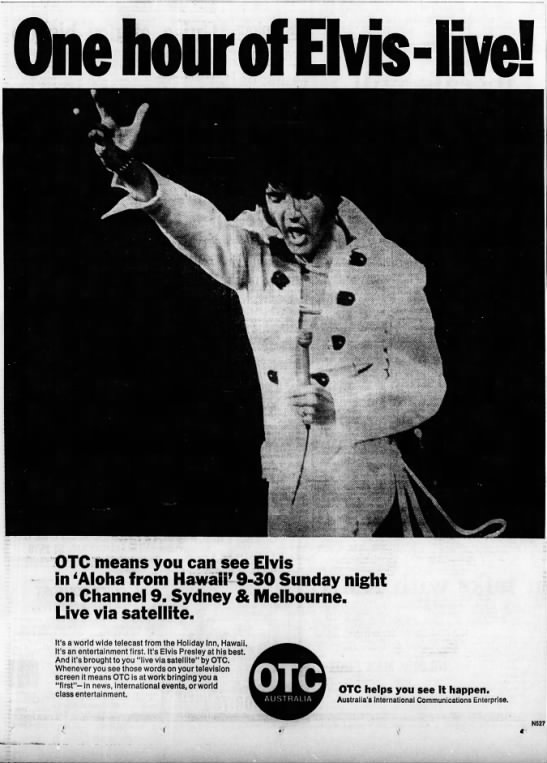
Pubblicità australiana della trasmissione

4 settembre 1972: In una conferenza stampa serale, tenutasi durante il settimo ingaggio di Presley a Las Vegas, il presidente della RCA Rocco Laginestra, annunciò – alla presenza di Presley – il concerto denominato Aloha From Hawaii. Si sarebbe trattato del primo programma di intrattenimento nella storia a essere trasmesso via satellite in tutto il mondo. Si prevedeva di raggiungere circa 1,5 miliardi di spettatori. RCA Record Tours sarebbe stato il produttore dell’evento mediatico. Venne dichiarata la data del concerto: il 14 gennaio 1973. Parker aveva inizialmente previsto il 18 novembre 1972, terminata la tournée di Presley, ma la MGM aveva voluto evitare una sovrapposizione con l'uscita del documentario Elvis on Tour, da essa prodotto. La trasmissione negli Stati Uniti fu posticipata ad aprile per evitare una coincidenza con il Super Bowl VII, che si sarebbe giocato lo stesso giorno.
Parker tenne una seconda conferenza stampa il 2 novembre 1972, a Las Vegas, dove confermò che il concerto Aloha From Hawaii sarebbe andato in onda il 14 gennaio 1973. La stampa fu nuovamente informata che oltre 1 miliardo di persone avrebbe assistito allo special in diretta televisiva. Tuttavia la dichiarazione non considerò il fatto che la diretta del concerto era preclusa a molti Paesi, anche in Europa e in America, a causa della limitata portata del satellite geostazionario utilizzato.

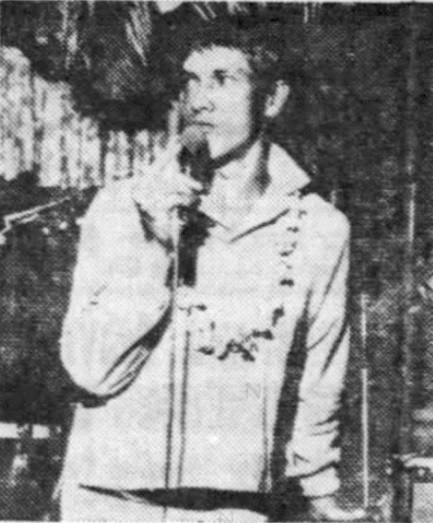
Il cantautore hawaiano Kuiokalani "Kui" Lee, morto di cancro nel dicembre 1966.

 Due settimane dopo la conferenza stampa di Las Vegas, Parker ricevette dal giornalista dell'Honolulu Advertiser Eddie Sherman la proposta di destinare il ricavato dei biglietti del concerto a un ente di beneficenza da lui recentemente fondato, il Kui Lee Cancer Fund. Intuendo l'opportunità di pubblicizzare la generosità di Presley ed il suo spirito caritatevole, Parker accettò immediatamente la proposta.
La MGM designò quale produttore-regista l'esperto Marty Pasetta. Questi aveva assistito ad un concerto di Presley a Long Beach a metà novembre 1972, trovandolo “monotono”, “statico”, “poco eccitante per la televisione”. Quindi propose a Parker delle idee per ravvivare lo show, tra cui un palco ribassato e una passerella per avvicinare Elvis al pubblico. Parker le rigettò, sostenendo che Presley sarebbe stato d'accordo con lui. Pasetta, tuttavia, decise di parlare direttamente con Elvis, il quale accettò tutte le nuove idee senza riserve e con entusiasmo.
Presley si esibì a Honolulu in tre spettacoli il 17 e 18 novembre 1972, le date inizialmente fissate per la trasmissione via satellite. Il 20 novembre vi tenne una conferenza stampa – alla presenza di Rocco Laginestra – per promuovere lo special. Annunciò ufficialmente che i ricavi del concerto sarebbero andati al Kui Lee Cancer Fund (Kui Lee era un celebre musicista hawaiiano morto di cancro a 33 anni nel 1966, del quale Elvis aveva inciso il brano I'll Remember You). Il pubblico poté scegliere liberamente l’importo delle proprie offerte per il biglietto; Presley e Parker donarono ciascuno 1.000 dollari statunitensi [equivalenti a ca. 6600 dollari nel 2025].
Elvis arrivò alle Hawaii il 9 gennaio (il giorno successivo al suo 38º compleanno) per iniziare le prove del concerto, che si svolsero all'Hilton Hawaiian Village fino all'11 gennaio, mentre veniva allestito il palco principale. Per l'occasione aveva perso molto peso e si presentò in forma smagliante.
In entrambi gli show, Presley avrebbe indossato il costume bianco detto "American Eagle", disegnato da Bill Belew. L'abito simboleggiava, come richiesto da Presley, il patriottismo dell'artista.
Il 12 gennaio venne registrato un concerto di prova, con la presenza degli spettatori, per poter ovviare ad eventuali malfunzionamenti della trasmissione satellitare. Nonostante qualche problema di carattere tecnico, la registrazione del concerto fu un successo.

## Costume

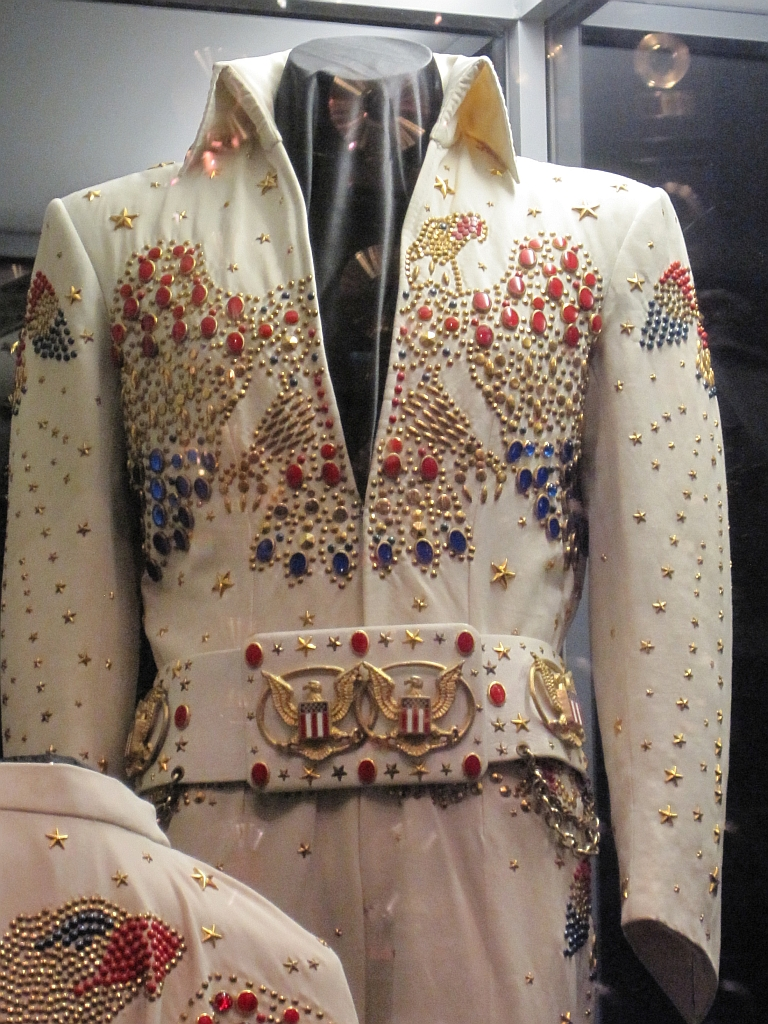
L'abito "American Eagle" indossato da Elvis Presley durante lo speciale Aloha from Hawaii in mostra a Graceland. Durante la prova generale del 12 gennaio, indossò una copia identica dello stesso abito.

In preparazione allo spettacolo, Presley chiese a Bill Belew – suo stilista dal 1968 – di creare un nuovo costume che riflettesse il suo patriottismo e rappresentasse gli Stati Uniti a livello internazionale. Su richiesta di Elvis, Belew adottò come fregio l’aquila americana.
L’abito creato da Belew – in due esemplari che Presley indossò in entrambi gli show – era bianco, decorato con un’aquila americana stilizzata in oro, arricchita da gemme rosse e blu. Belew creò inoltre un mantello, decorato anch’esso con l’uccello nazionale americano, e una larga cintura di pelle bianca con diverse ovali raffiguranti aquile americane.
Durante le prove dello spettacolo, Elvis regalò la cintura dell’abito di scena intarsiata di rubini alla moglie dell’attore Jack Lord, che era venuto a fargli visita a Honolulu. Belew dovette velocemente realizzarne una nuova; questa venne recapitata appena in tempo per lo show.
Al termine del concerto Elvis lanciò il suo mantello tra il pubblico; lo afferrò Bruce Spinks, un giornalista del quotidiano locale “Honolulu Advertiser”.

## Concerto
Il concerto si tenne il 14 gennaio 1973 presso la Honolulu International Center Arena (oggi Neal S. Blaisdell Center). Ebbe luogo alle 12:30 del mattino, ora locale, per coincidere con la prima serata nei Paesi in cui lo spettacolo veniva trasmesso in diretta: Hong Kong, Giappone, Corea del Sud, Vietnam del Sud, Filippine e Australia.
Presley propose una selezione dei suoi successi più celebri, tra cui See See Rider, Burning Love, Steamroller Blues, Blue Suede Shoes, A Big Hunk o' Love, Suspicious Minds, Can't Help Falling in Love e An American Trilogy, un medley composto da tre brani del XIX secolo (Dixie, All My Trials e The Battle Hymn of the Republic). Con ballate come Something dei Beatles, I'm So Lonesome I Could Cry, It’s Over, Welcome to My World, I’ll Remember You e What Now My Love, mostrò tutta l’ampiezza della sua espressione artistica.
Presley fu accompagnato dai musicisti con cui era solito andare in tournée o esibirsi a Las Vegas:
- James Burton (chitarra solista)
- Glen Hardin (pianoforte)
- Ronnie Tutt (batteria)
- John Wilkinson (chitarra ritmica)
- Jerry Scheff (basso elettrico)
- J. D. Sumner & The Stamps Quartet (coro)
- Kathy Westmoreland (corista soprano)
- Charlie Hodge (seconda chitarra e voce)
- The Sweet Inspirations (coro)
- Joe Guercio & la sua orchestra

Di seguito i brani eseguiti, in ordine cronologico:
- Introduzione (Also sprach Zarathustra, eseguita dalla Joe Guercio Orchestra)
- See See Rider
- Burning Love
- Something
- You Gave Me a Mountain
- Steamroller Blues
- My Way
- Love Me
- Johnny B. Goode
- It's Over
- Blue Suede Shoes
- I'm So Lonesome I Could Cry
- I Can't Stop Loving You
- Hound Dog
- What Now My Love
- Fever
- Welcome to My World
- Suspicious Minds
- Elvis presentò J.D. Sumner & the Stamps Quartet, The Sweet Inspirations, Kathy Westmoreland, i membri della TCB Band, e la Joe Guercio Orchestra; ed annunciò che erano stati raccolti 75,000 dollari di fondi in favore del Kui Lee Cancer Fund.
- I'll Remember You
- Long Tall Sally/Whole Lotta Shakin' Goin' On
- An American Trilogy
- A Big Hunk o' Love
- Can't Help Falling in Love
- Finale eseguito da TCB Band e Joe Guercio Orchestra

Lo spettacolo si svolse senza intoppi, nonostante fino a due ore prima dell’inizio si fossero verificati gravi problemi con l’alimentazione elettrica.
Presley lanciò la sua cintura al pubblico al termine di An American Trilogy. Alla fine dell’esibizione, aprì il mantello e lo sollevò con le mani mentre si inginocchiava per metterlo in mostra. Poi lo lanciò verso le prime file del pubblico, fece il gesto dello Shaka in segno di saluto e, mentre si allontanava, ricevette una corona dorata da alcuni fan.
Dopo l'esibizione, Presley tornò nell'arena ormai deserta insieme alla TCB Band per incidere ulteriori cinque canzoni da inserire nella versione estesa dello speciale per gli Stati Uniti: Early Morning Rain e quattro tratte dal suo successo cinematografico Blue Hawaii (1961) – Blue Hawaii, Hawaiian Wedding Song, No More e Ku-U-I-Po. Tutti i brani, tranne No More, furono inclusi nello speciale.

## Trasmissioni
Il concerto tenutosi alle Hawaii il 14 gennaio 1973 fu trasmesso in diretta via satellite in Australia e nel Sudest Asiatico, in differita in dieci Paesi europei e tre mesi più tardi negli Stati Uniti e in Canada. In totale 21 Paesi parteciparono alla trasmissione.

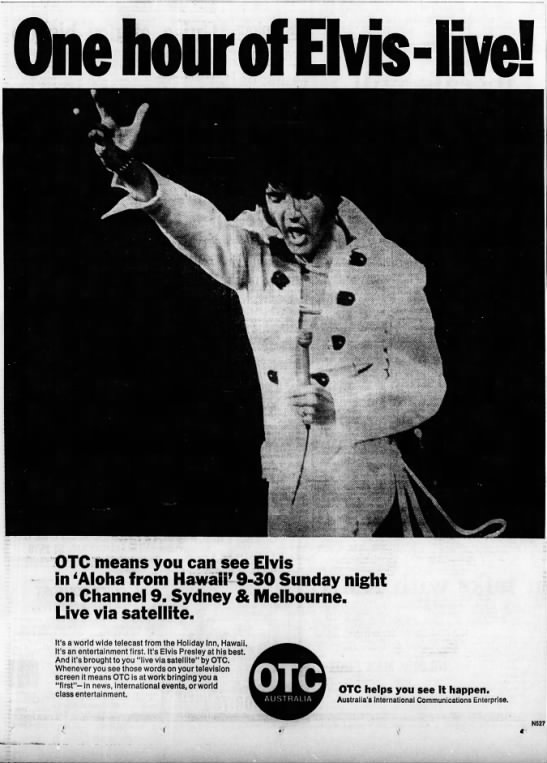
Pubblicità australiana della trasmissione

La trasmissione in simultanea dalle Hawaii raggiunse Australia, Giappone, Filippine, Hong Kong, Corea del Sud e Vietnam del Sud. La diretta fu resa possibile dal satellite Intelsat IV F-4 che, coprendo solo una parte del globo, consentì la ricezione unicamente in Oceania e in alcune aree dell’Asia. Una trasmissione in diretta mondiale non sarebbe stata conveniente, poiché i diversi fusi orari avrebbero comportato orari di visione molto sfavorevoli, riducendo così fortemente il potenziale pubblico. Per questo motivo, il concerto fu inoltrato dalla produzione ad altri Paesi successivamente, tramite videocassetta.

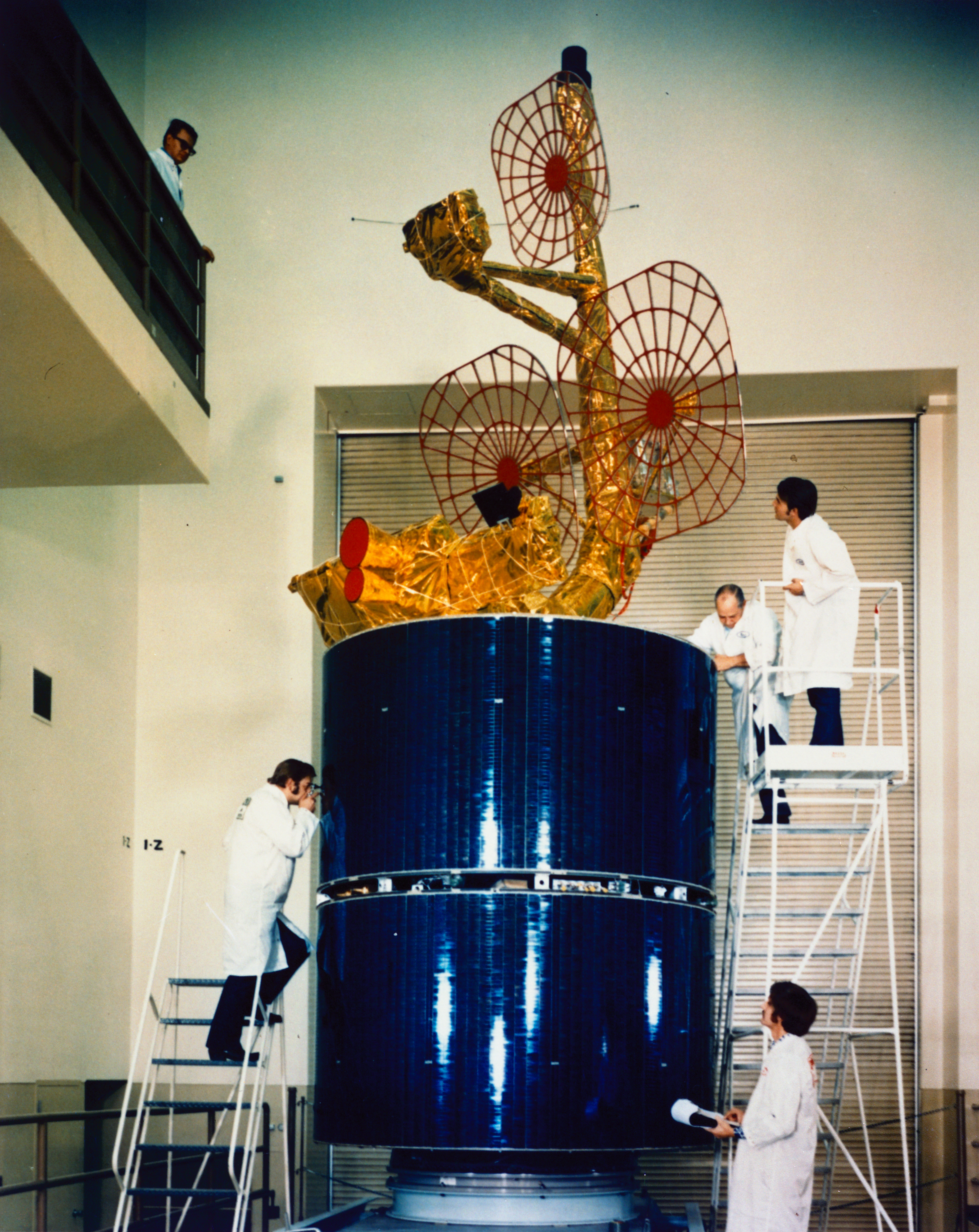
Satellite Intelsat IVA

La trasmissione in differita raggiunse Stati Uniti, Canada, Brasile, Thailandia, Iran e dieci Paesi europei — Germania Ovest, Francia, Spagna, Paesi Bassi, Belgio, Svezia, Austria, Svizzera, Danimarca e Norvegia.
Negli Stati Uniti, la NBC trasmise lo special televisivo il 4 aprile 1973. La versione americana, della durata di 90 minuti, era più lunga di 30 minuti rispetto a quella trasmessa altrove, sebbene il concerto in sé fosse stato accorciato. Si apriva con un’animazione del satellite che “trasmetteva” Presley in diverse parti del mondo, con segnali audio in codice Morse che dicevano: “Elvis: Aloha from Hawaii”. Pasetta aggiunse clip dell’arrivo di Presley in elicottero all’hotel Hilton e delle scene fuori dall’arena alle sequenze del concerto. Furono integrate anche le registrazioni effettuate da Presley dopo lo show. Pasetta utilizzò lo schermo diviso per mostrare contemporaneamente Presley e le immagini dei paesaggi delle Hawaii da lui filmate. Il brano “No More” non fu incluso.

## Audience
In Giappone, lo show trasmesso in tempo reale alle 19:30 venne seguito dal 37,8 % della popolazione (circa 40 milioni di spettatori), nonostante una forte concorrenza tra i canali televisivi. Si trattò della più alta percentuale di ascolto nella storia del Paese.
In Germania Ovest, lo show – trasmesso da ARD il 12 marzo 1973 alle 21:00 –  venne seguito dal 12,8 % della popolazione (circa 8 milioni di spettatori).
Negli Stati Uniti, lo special (in versione ampliata) – trasmesso dalla NBC il 4 aprile 1973 alle 20:30 – ottenne un indice di ascolto Nielsen del 33,8 % (circa 70 milioni di spettatori).
Gli straordinari indici di ascolto spesso riportati, raggiunti nel Sudest asiatico, come il 91,8 % nelle Filippine, sono da ritenere molto dubbi: molti Paesi che trasmisero lo show in TV erano infatti privi di sistemi affidabili di rilevazione dei dati di ascolto; inoltre il Vietnam del Sud era in guerra.
Il numero globale di telespettatori raggiunti dallo show non fu mai misurato. Tuttavia numerosi fonti affermano che, in totale, tra 1 e 1,5 miliardi di spettatori avrebbero visto il concerto – in diretta, in differita o nella versione montata dalla NBC. Queste cifre globali vengono tuttavia messe in dubbio, poiché la popolazione complessiva dei Paesi in cui fu trasmesso il concerto ammontava a soli 831 milioni e una parte consistente di essa non aveva accesso a un televisore. Ciononostante, secondo la Elvis Presley Enterprises, tra 1 e 1.5 miliardi di persone assistettero allo special televisivo di un'ora trasmesso in diretta. La stessa cifra fu resa nota dalla RCA in conferenza stampa prima del concerto, quando tuttavia l'ampiezza effettiva dell'audience non era stimabile. Le cifre riportate sul numero complessivo di spettatori superiore al miliardo erano stime ottimistiche fatte prima della trasmissione oppure semplici strategie di marketing. Werner Eder ritiene ragionevole ipotizzare che circa il 20 % della popolazione nei Paesi trasmittenti abbia effettivamente visto lo show, portando il numero reale di spettatori a una forchetta tra i 150 e i 200 milioni. Anche ipotizzando una percentuale di ascolto pari a quella registrata negli Stati Uniti (circa un terzo della popolazione), il numero totale di spettatori non avrebbe superato i 280 milioni.
Tuttavia, Aloha from Hawaii via Satellite fu ritrasmesso più volte negli anni successivi –  anche in Paesi che non lo avevano trasmesso in diretta, come il Regno Unito, dove andò in onda solo il 5 marzo 1978, dopo la morte di Elvis. A ciò si aggiungono oggi le piattaforme di streaming, e quindi il numero totale di spettatori potrebbe effettivamente avvicinarsi al miliardo, secondo quanto osserva Werner.

## Primati
Il dato globale di 150 - 200 milioni di spettatori raggiunti nel 1973 da Aloha from Hawaii rappresenta una stima approssimativa, non verificabile attraverso misurazioni affidabili. Nondimeno, l’evento resta senza precedenti per diverse ragioni.
Aloha from Hawaii fu la prima trasmissione satellitare in diretta a presentare un singolo artista, a differenza dello special televisivo in bianco e nero Our World del 1967 — che vide la partecipazione di diversi artisti, tra cui Maria Callas e The Beatles.
Il concerto di Presley a Honolulu fu teletrasmesso nel 1973 in 21 Paesi. Con ciò è stato (almeno fino al 2018) il concerto solista con la maggiore copertura mediatica internazionale.
In Giappone, lo special stabilì il record storico di spettatori per un evento televisivo.
Con un costo superiore a 2,5 milioni di dollari americani, fu la produzione televisiva più costosa fino ad allora.

## Colonna sonora
L'album della colonna sonora dello speciale televisivo fu un grosso successo commerciale per Elvis, diventando il suo primo album in cima alla classifica statunitense sin dai tempi di Roustabout del 1965. Fu anche l'ultimo album di Presley a raggiungere il primo posto in classifica durante la sua vita. La versione originale del disco pubblicata nel 1973 non includeva le cinque tracce aggiuntive incise nel dopo-show.

## Home Video

### DVD
Nel settembre 2004, Aloha from Hawaii (Special Edition) è stato pubblicato in formato DVD, mentre la prima uscita ufficiale in DVD del concerto è del 2000. La versione deluxe su doppio disco include il concerto integrale, comprese le prove del 12 gennaio. Tra i contenuti speciali figurano anche la sequenza completa di 17,5 minuti dell'arrivo di Elvis ad Honolulu e l’intera sessione post-concerto. Audio e video (in Dolby Digital 5.1) sono stati rimasterizzati in digitale dai nastri originali.
Nell’agosto 2006 lo speciale televisivo è stato distribuito anche in un’edizione su DVD singolo, contenente alcuni materiali inediti non presenti nelle versioni precedenti.

## Curiosità
- Per commemorare l'evento, una statua di bronzo raffigurante Elvis è stata eretta davanti alla Neal Blaisdell Center Arena di Honolulu. Il posizionamento della statua è stato sponsorizzato dal canale televisivo TV Land.